# Josef Gottfried Riedel
Josef Gottfried Riedel, od roku 1868 von Riedel (17. ledna 1803 Frýdlant – 7. listopadu 1870 Vídeň), byl psychiatr.

## Život
Byl synem frýdlantského soukeníka, absolvoval městskou školu ve Frýdlantu a reálku v Praze na Malé Straně. Za účelem pokrytí nákladů pokytoval  doučovací lekce. Za podpory Kristiána Kryštofa Clam-Gallase vystudoval filozofii a medicínu na Karlově univerzitě v Praze. V roce 1830 získal doktorát z medicíny.
Od roku 1829 byl sekundárním lékařem v pražské léčebně duševně chorých v bývalém klášteře sv. Kateřiny. V roce 1831, během epidemie, vedl největší cholerovou nemocnici ve Lvově. V roce 1835 byl vězeňsky a policejní lékař a lékař v Praze. V roce 1837 se stal primářem a ředitelem pražské léčebny duševně chorých. Jeho přičiněním byla tato léčebna v roce 1842 oddělena od pražské Všeobecné nemocnice a dostala novou budovu, postavenou v letech 1839 až 1846. V letech 1847 až 1851 působil také jako zásobovací ředitel všech pražských nemocnic a dobročinných ústavů.
V roce 1851 byl povolán do léčebny duševně chorých ve Vídni, kde také inicioval reorganizaci a novou stavbu.
Byl prezidentem Asociace pro psychiatrii a neurologii. V roce 1859 se stal vládním radou a obdržel Rytířský kříž Řádu železné koruny III. třídy, po kterém v roce 1868 následovalo povýšení do dědičného rytířského stavu. Byl také příjemcem komandérského kříže Řádu Guadeloupe. V roce 1911 byla po něm pojmenována Riedelgasse ve Vídni-Hietzingu.

## Význam
Josef Gottfried von Riedel byl v 19. století v Rakousku a v sousedních zemích významným inovátorem tzv. humanistické psychiatrie. V důsledku svého pokrokového přístupu bojoval proti tehdy běžným donucovacím opatřením vůči hospitalizovaným pacientům, místo toho prosazoval cílenou podporu a zaměstnávání duševně nemocných a byl vyhledávaným odborníkem. Byl konzultant v léčbě mexické císařovny (1864–1867) Charlotty Belgické.

## Dílo
- Prag's Irrenanstalt und ihre Leistungen in den Jahren 1827, 1828 und 1829 ... mit 4 eith. Tafeln, Prag Calve 1830 (disertační práce).
- Die asiatische Brechruhr nach den in Galizien gemachten Erfahrungen und Beobachtungen. Prag, Haase Söhne, 1832
- Prags Irrenanstalt. Prag 1837.
- Ärztliche Berichte über die k. k. Irren-Heil- und Pflegeanstalt zu Wien (1858 ff.).